# Nuoto ai campionati mondiali di nuoto 2017 - 100 metri dorso maschili
La gara di nuoto dei 100 metri dorso maschili dei campionati mondiali di nuoto 2017 è stata disputata il 24 luglio e il 25 luglio presso la Duna Aréna di Budapest. Vi hanno preso parte 46 atleti provenienti da 41 nazioni.
La competizione è stata vinta dal nuotatore cinese Xu Jiayu, mentre l'argento e il bronzo sono andati rispettivamente agli statunitensi Matt Grevers e Ryan Murphy.

## Medaglie
| Posizione | Atleta       | Nazionalità |
| --------- | ------------ | ----------- |
| Oro       | Xu Jiayu     | Cina        |
| Argento   | Matt Grevers | Stati Uniti |
| Bronzo    | Ryan Murphy  | Stati Uniti |

## Programma
| Data           | Ora (UTC+2) | Turno      |
| -------------- | ----------- | ---------- |
| 24 luglio 2017 | 9:47        | Batterie   |
| 24 luglio 2017 | 17:48       | Semifinali |
| 25 luglio 2017 | 18:36       | Finale     |

## Record
Prima della manifestazione il record del mondo e il record dei campionati erano i seguenti.
| Record mondiale       | 51"85 | Ryan Murphy Stati Uniti   | 13 agosto 2016 Rio de Janeiro, Brasile |
| Record dei campionati | 52"19 | Aaron Peirsol Stati Uniti | 2 agosto 2009 Roma, Italia             |

Nel corso della competizione non sono stati migliorati.

## Risultati

### Batterie
| Posizione | Batteria | Corsia | Atleta                             | Nazionalità         | Tempo   | Note |
| --------- | -------- | ------ | ---------------------------------- | ------------------- | ------- | ---- |
| 1         | 4        | 4      | Xu Jiayu                           | Cina                | 52"77   | Q    |
| 2         | 5        | 5      | Matt Grevers                       | Stati Uniti         | 52"92   | Q    |
| 3         | 4        | 5      | Grigorij Tarasevič                 | Russia              | 53"18   | Q    |
| 4         | 5        | 4      | Ryan Murphy                        | Stati Uniti         | 53"26   | Q    |
| 5         | 5        | 3      | Ryōsuke Irie                       | Giappone            | 53"54   | Q    |
| 6         | 4        | 3      | Apostolos Christou                 | Grecia              | 53"55   | Q    |
| 7         | 3        | 5      | Guilherme Guido                    | Brasile             | 53"72   | Q    |
| 7         | 3        | 4      | Mitchell Larkin                    | Australia           | 53"72   | Q    |
| 9         | 3        | 2      | Corey Main                         | Nuova Zelanda       | 53"97   | Q    |
| 10        | 3        | 3      | Li Guangyuan                       | Cina                | 54"04   | Q    |
| 11        | 3        | 1      | Matteo Milli                       | Italia              | 54"17   | Q    |
| 12        | 4        | 2      | Tomasz Polewka                     | Polonia             | 54"30   | Q    |
| 13        | 3        | 6      | Shane Ryan                         | Irlanda             | 54"33   | Q    |
| 14        | 5        | 1      | Yakov Yan Toumarkin Zhuravlev      | Israele             | 54"39   | Q    |
| 15        | 5        | 6      | Javier Acevedo                     | Canada              | 54"43   | Q    |
| 16        | 4        | 6      | Kliment Kolesnikov                 | Russia              | 54"51   | Q    |
| 17        | 4        | 7      | Radosław Kawęcki                   | Polonia             | 54"52   |      |
| 18        | 4        | 8      | Quah Zheng Wen                     | Singapore           | 54"68   |      |
| 19        | 5        | 7      | Mikita Tsmyh                       | Bielorussia         | 54"69   |      |
| 20        | 5        | 2      | Zac Incerti                        | Australia           | 54"82   |      |
| 21        | 3        | 7      | Gábor Balog                        | Ungheria            | 54"88   |      |
| 22        | 5        | 8      | Marek Ulrich                       | Germania            | 54"90   |      |
| 23        | 4        | 1      | Hugo González                      | Spagna              | 55"05   |      |
| 24        | 3        | 8      | Youssef Abdalla                    | Egitto              | 55"60   |      |
| 25        | 2        | 6      | Gytis Stankevičius                 | Lituania            | 55"80   |      |
| 25        | 4        | 9      | Ralf Tribuntsov                    | Estonia             | 55"80   |      |
| 27        | 2        | 5      | Charles Hockin Brusquetti          | Paraguay            | 55"81   |      |
| 27        | 3        | 0      | I Gede Siman Sudartawa             | Indonesia           | 55"81   |      |
| 29        | 3        | 9      | Anton Louie Loncar                 | Croazia             | 55"88   |      |
| 30        | 4        | 0      | Gabriel Lópes                      | Portogallo          | 55"99   |      |
| 31        | 5        | 0      | Dmytro Gurnytskyi                  | Ucraina             | 56"05   |      |
| 32        | 2        | 3      | Girts Feldbergs                    | Lettonia            | 56"24   |      |
| 33        | 2        | 4      | Geoffroy Mathieu                   | Francia             | 56"38   |      |
| 34        | 5        | 9      | Lê Nguyễn Paul                     | Vietnam             | 56"64   |      |
| 35        | 2        | 7      | Christopher Courtis                | Barbados            | 57"23   |      |
| 36        | 2        | 8      | Driss Lahrichi                     | Marocco             | 57"46   |      |
| 37        | 1        | 4      | Mehdi Nazim Benbara                | Algeria             | 57"59   |      |
| 38        | 1        | 1      | Adel Elfakir                       | Libia               | 58"48   |      |
| 39        | 2        | 9      | Madhu Prathapan Nair Sudha Devi    | India               | 58"49   |      |
| 40        | 1        | 6      | Ronan Wantenaar                    | Namibia             | 58"91   |      |
| 41        | 1        | 3      | Eisner Ambrosio Barberena Espinoza | Nicaragua           | 59"82   |      |
| 42        | 2        | 1      | Boris Kirillov                     | Azerbaigian         | 1'00"07 |      |
| 43        | 1        | 2      | Steven Kimani Maina                | Kenya               | 1'00"55 |      |
| 44        | 2        | 0      | David van der Colff                | Botswana            | 1'00"56 |      |
| 45        | 1        | 7      | Juwel Ahmmed                       | Bangladesh          | 1'03"55 |      |
| 46        | 1        | 8      | Buyantogtokh Boldbaatar            | Mongolia            | 1'04"52 |      |
| -         | 1        | 5      | Yaaqoub Al-Saadi                   | Emirati Arabi Uniti | -       | DNS  |

### Semifinali
| Posizione | Semifinale | Corsia | Atleta                        | Nazionalità   | Tempo | Note |
| --------- | ---------- | ------ | ----------------------------- | ------------- | ----- | ---- |
| 1         | 2          | 4      | Xu Jiayu                      | Cina          | 52"44 | Q    |
| 2         | 1          | 5      | Ryan Murphy                   | Stati Uniti   | 52"95 | Q    |
| 3         | 1          | 4      | Matt Grevers                  | Stati Uniti   | 52"97 | Q    |
| 4         | 2          | 3      | Ryōsuke Irie                  | Giappone      | 53"02 | Q    |
| 5         | 2          | 5      | Grigorij Tarasevič            | Russia        | 53"06 | Q    |
| 6         | 2          | 6      | Mitchell Larkin               | Australia     | 53"19 | Q    |
| 7         | 1          | 6      | Guilherme Guido               | Brasile       | 53"71 | Q    |
| 8         | 2          | 2      | Corey Main                    | Nuova Zelanda | 53"76 | Q    |
| 9         | 1          | 8      | Kliment Kolesnikov            | Russia        | 53"84 |      |
| 9         | 1          | 2      | Li Guangyuan                  | Cina          | 53"84 |      |
| 11        | 1          | 1      | Yakov Yan Toumarkin Zhuravlev | Israele       | 53"92 |      |
| 12        | 2          | 1      | Shane Ryan                    | Irlanda       | 53"94 |      |
| 13        | 1          | 3      | Apostolos Christou            | Grecia        | 54"04 |      |
| 14        | 2          | 8      | Javier Acevedo                | Canada        | 54"11 |      |
| 15        | 1          | 7      | Tomasz Polewka                | Polonia       | 54"12 |      |
| 16        | 2          | 7      | Matteo Milli                  | Italia        | 54"44 |      |

### Finale
| Posizione | Corsia | Atleta             | Nazionalità   | Tempo | Note |
| --------- | ------ | ------------------ | ------------- | ----- | ---- |
|           | 4      | Xu Jiayu           | Cina          | 52"44 |      |
|           | 3      | Matt Grevers       | Stati Uniti   | 52"48 |      |
|           | 5      | Ryan Murphy        | Stati Uniti   | 52"59 |      |
| 4         | 6      | Ryōsuke Irie       | Giappone      | 53"03 |      |
| 5         | 2      | Grigorij Tarasevič | Russia        | 53"12 |      |
| 6         | 7      | Mitchell Larkin    | Australia     | 53"24 |      |
| 7         | 1      | Guilherme Guido    | Brasile       | 53"66 |      |
| 8         | 8      | Corey Main         | Nuova Zelanda | 53"87 |      |